# Ахмедов, Мустафо Джумабоевич
Мустафо Джумабоевич Ахмедов (род. 2 января 2002 года с. Чоркух, Таджикистан) — таджикский борец вольного стиля. Чемпион Таджикистана, финалист первых Игр стран СНГ 2021. Мастер спорт Таджикистана международного класса.

## Биография
Родился Мустафо 2 января 2002 года в селе Чоркух, Исфаринский район, Согдийская область, Таджикистан. Начал заниматься вольной борьбой в 12 лет под руководством российского тренера Али Исхакова в училище олимпийского резерва города Хасавюрт, Дагестан.

## Спортивная карьера
Ахмедов имеет в своем активе серебряную медаль первых Игр стран СНГ, который прошёл в городе Казань, Татарстан, Россия. В июне 2022 года впервые выиграл бронзовую медаль на первенстве Азии среди спортсменов до 23 лет в г. Бишкек (Кыргызстан). В начале 2023 года впервые стал чемпионом взрослого чемпионата Республики Таджикистан в весе до 70 кг. В июне 2023 года Мустафо выступил на первенстве Азии среди борцов до 23 лет, который прошёл в Бишкеке (Кыргызстан). На данном первенстве в весе до 70 кг он дошёл до финала, победив на своем пути в 1/8 финала монгольского спортсмена Делега Шинебаяра, в четвертьфинале российского легионера, который выступает за Иорданию Шамиля Исакова, в полуфинале узбека Нодира Рахимова и уступил в финале кыргызстанскому борцу Орозбеку Токтомамбетову. В августе 2023 года он добыл для своей сборной бронзовую медаль на вторых Играх стран СНГ в Беларуси. В начале 2024 года во второй раз выиграл чемпионат Республики Таджикистан в весовой категории до 70 килограмм.

## Спортивные достижения
- Игры стран СНГ 2021 — ;
- Первенство Азии до 23 лет 2022 — ;
- Чемпионат Таджикистана 2023, 2024 — ;
- Первенство Азии до 23 лет 2023, 2024 — ;
- Игры стран СНГ 2023 — ;

## Личная информация
Мустафо учится в филиале Дагестанского государственного университета города Хасавюрт.